# Upsy Daisy Assortment: The Sweetest Hits
Upsy Daisy Assortment: The Sweetest Hits (1994) è una compilation degli XTC.

## Il disco
Da considerare come il primo "best of" della band di Swindon, pubblicato il 17 luglio 1997 per il mercato statunitense, è l'ultima uscita per l'etichetta Geffen. Le canzoni sono tratte da tutti gli album pubblicati fino a quel momento, tranne i primi due, e sistemate in ordine cronologico. la copertina è la riproduzione di un dipinto di Donald Brun dal titolo Holidays in Switzerland, considerato ma poi rifiutato come copertina del disco Skylarking. Non esiste una versione in vinile di questa raccolta.

## Tracce
1. Life Begins at the Hop (Colin Moulding) - 3:47
2. Making Plans for Nigel (Moulding) - 4:12
3. Generals and Majors (Moulding) - 3:42
4. Respectable Street (Andy Partridge) - 3:05
5. Senses Working Overtime (Partridge) - 4:34
6. Ball and Chain (Moulding) - 4:30
7. No Thugs in Our House (Partridge) - 5:16
8. Love on a Farmboy's Wages (Partridge) - 3:58
9. Funk Pop a Roll (Partridge) - 3:03
10. This World Over (Partridge) - 4:46
11. Seagulls Screaming Kiss Her, Kiss Her (Partridge) – 3:58
12. Grass (Moulding) - 2:41
13. Dear God (Partridge) - 3:37
14. Earn Enough for Us (Partridge) - 2:54
15. Mayor of Simpleton (Partridge) - 3:58
16. King for a Day (Moulding) - 3:37
17. Chalkhills and Children (Partridge) - 5:00
18. The Disappointed (Partridge) - 3:28
19. The Ballad of Peter Pumpkinhead (Partridge) - 5:00